# Herbert H. Lehman
Herbert Henry Lehman (28 de março de 1878 - 5 de dezembro de 1963) foi um político estadunidense, membro do Partido Democrata, e natural de Nova Iorque. Foi governador de Nova Iorque entre 1933 até 1942, e representou Nova York no Senado dos Estados Unidos entre 1950 até 1957.